# Contea di Miami (Indiana)
La contea di Miami (in inglese Miami County) è una contea dello Stato dell'Indiana, negli Stati Uniti. La popolazione al censimento del 2000 era di 36 082 abitanti. Il capoluogo di contea è Peru.